# Sukkwan Strait
Sukkwan Strait is een zeestraat in de Alexanderarchipel in de Alaska Panhandle in het zuidoosten van Alaska in de Verenigde Staten.

## Geografie
De zeestraat ligt tussen het Prins van Waleseiland in het noorden en Sukkwan Island in het zuiden. In het zuidoosten komt de zeestraat uit in de Hetta Inlet, in het noordwesten in de Natzuhini Bay.
Aan de zeestraat ligt de plaats Hydaburg.
Het waterlichaam ligt in de mariene ecoregio Noord-Amerikaans Pacifisch Fjordland.

## Geschiedenis
De naam werd in 1897 geregistreerd door luitenant-commandant J. F. Moser van de United States Navy.